# Alexei Alexejewitsch Borowoi

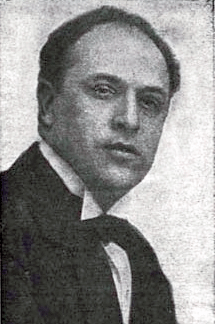
Alexei Borowoi

Alexej Alexejewitsch Borowoi (* 30. Oktober 1875 in Moskau; † 21. November 1935) war ein russischer individualistischer Anarchist, Schriftsteller, Redner, Lehrer und Propagandist.

## Biographie
Ab 1906 hielt Borowoi Vorträge über Anarchismus in verschiedenen russischen Städten. Ende 1910 zog er nach Frankreich, um der staatlichen Verfolgung wegen staatsfeindlicher Propaganda zu entgehen. Nach seiner Rückkehr nach Russland erhielt Borowoi eine Stelle als Dozent für politische Ökonomie und Geschichte an der Russischen Volksuniversität und an der Freien Hochschule für Sozialwissenschaften, die von französischen Anarchisten gegründet worden war. In seinen Vorträgen bekannte sich Borowoi nun zum revolutionären Syndikalismus, der den Parlamentarismus ablehnte und den Wiederaufbau der Gesellschaft durch eine soziale Revolution anstrebte. 1917 veröffentlicht er das Buch Revolutionary Creativity and Parliament.
Im April 1917 war Borowoi Mitorganisator der syndikalistischen Föderation der Gewerkschaften der intellektuellen Arbeit, in der sich Lehrer, Ärzte usw. zusammenschlossen, und er gab auch deren Zeitung Klich (Der Aufruf) heraus. Im Frühjahr 1918 gründet Borowoi die Union der ideologischen Propaganda des Anarchismus und deren gedrucktes Organ, die Tageszeitung Zhizn (Leben). Diese Zeitung wurde im Sommer 1918 von den sowjetischen Behörden zusammen mit anderen Organen der anarchistischen Propaganda geschlossen. Im Herbst 1922 wurde ihm der Status eines Professors aberkannt, und er erhielt Lehrverbot. Im Mai 1929 wurde Borowoi von der OGPU verhaftet, und am 12. Juli verurteilte ihn die Sonderkonferenz der OGPU zu drei Jahren Verbannung nach Kirow (früher Wjatka). Die letzten Jahre seines Lebens verbrachte er als Buchhalter in Isolation und Armut.